# Oceanic 2000
Oceanic 2000 é um edifício de condomínios localizado no porto de Acapulco, Guerreiro, no sul do México. É atualmente o edifício mais alto de dita cidade.
No ano 1994, que finalizou sua construção, se converteu no edifício mais alto da cidade e do sul do México e num dos mais modernos de dito país como foi o primeiro no sul do México em contar com um desenho denominado edifício inteligente e ecológico. Seu endereço é Avenida Costera Miguel Alemão #3111 de dita cidade.

## A forma
- Mede 123 metros de altura, conta com 33 andares e seu uso é exclusivamente residencial, também nos primeiros andares conta com um hotel e com um restaurante no térreo.
- Conta com 7 (elevadores), que são de alta velocidade, se movem a uma velocidade de 6.5 metros por segundo.

A área total do edifício é de 129,000 m³ e de espaço útil de 39,600 m².

## Detalhes importantes
- A construção foi iniciada em abril de 1992 com um investimento de 9 milhões de dólares e foi terminado em 1994. O desenho esteve a cargo de Procomex.
- Conta com 230 habitações.
- O edifício está ancorado a 40 metros de profundidade com 60 pilotes de concreto e aço, os materiais de construção que se utilizaram no edifício foram: betão, concreto reforçado, vidro na maior parte de sua estrutura, o edifício pode suportar um terramoto de 8.0 na escala de Richter.
- É considerado entre os primeiros edifícios inteligentes de Acapulco.

## Dados chave
- Altura- 123 metros.[2]
- Espaço de escritórios - 129,000 m³.
- Andares- 33 andares.
- Condição: Em uso
- Faixa:
  - No México: 35º lugar, 2011: 58º lugar
  - Em Acapulco: 1º lugar
  - No Sul do México: 1º lugar
  - No Pacifico mexicano: 1º lugar